# The Chord Catalogue
The Chord Catalogue est une œuvre musicale de Tom Johnson comportant tous les 8178 accords possibles dans une octave, joués au piano en une heure environ.
Par sa construction, cette pièce musicale s'apparente à la musique minimaliste et par sa sonorité elle s'apparente au jazz.
Très éprouvante techniquement, cette pièce est désormais interprétée par d'autres artistes. Si elle est potentiellement jouable par un automate programmé, Tom Johnson a avoué que les tentatives en ce sens s'étaient soldées par une fuite rapide des spectateurs...

## Structure
1. The Chord Catalogue, all the 8178 chords possible in 1 octave: the 78 two-note chords
2. The Chord Catalogue, all the 8178 chords possible in 1 octave: the 286 three-note chords
3. The Chord Catalogue, all the 8178 chords possible in 1 octave: the 715 four-note chords
4. The Chord Catalogue, all the 8178 chords possible in 1 octave: the 1287 five-note chords
5. The Chord Catalogue, all the 8178 chords possible in 1 octave: the 1716 six-note chords
6. The Chord Catalogue, all the 8178 chords possible in 1 octave: the 1716 seven-note chords
7. The Chord Catalogue, all the 8178 chords possible in 1 octave: the 1287 eight-note chords
8. The Chord Catalogue, all the 8178 chords possible in 1 octave: the 715 nine-note chords
9. The Chord Catalogue, all the 8178 chords possible in 1 octave: the 286 ten-note chords
10. The Chord Catalogue, all the 8178 chords possible in 1 octave: the 78 eleven-note chords
11. The Chord Catalogue, all the 8178 chords possible in 1 octave: the 13 twelve-note chords
12. The Chord Catalogue, all the 8178 chords possible in 1 octave: the 1 thirteen-note chord

## Discographie
Un CD est diffusé par le label "XI Records" (1999) faisant suite à un enregistrement en mars 1998, avec Tom Johnson lui-même au piano.